# Santana do Campo
Santana do Campo é uma povoação do Município de Arraiolos, Distrito de Évora, localizada nos arredores da vila de Arraiolos, que foi sede da extinta Freguesia de Santana do Campo. A freguesia foi extinta nos primeiros decénios do século XX, estando desde então integrada na freguesia de Arraiolos.

## História
Foi primitivamente chamada de Santana da Franzina, sabendo-se que já existia no ano de 1534. 

## Património
A antiga Igreja paroquial de Santana do Campo foi construída sobre as ruínas de um antigo templo romano (cujos vestígios ainda são visíveis nas paredes traseiras da igreja). Esta foi minuciosamente descrito por Gabriel Pereira e Cunha Rivara no folheto Antiguidades romanas em Évora e seus arredores (Évora, 1891).